# Großglocknerliebe
Großglocknerliebe (auch Großglocknerliebe – kein Heimatfilm) ist ein deutscher Spielfilm von Joe Duebell aus dem Jahr 2003. In den Hauptrollen agieren Frank Giering, Jule Ronstedt und Jan-Geerd Buss.

## Handlung
Die kürzlich von ihrem Lebensgefährten verlassene Bibliothekarin Johanna hat mit ihrem Wagen auf einem Bahnübergang gehalten, um ihrem Leben ein Ende zu setzen. Sie hat ihren Freund in flagranti erwischt – und das ausgerechnet mit ihrer besten Freundin. Der Automechaniker Uwe teilt Johannas Schicksal, er ist von seiner karrieresüchtigen Freundin Sabine verlassen worden, der er plötzlich nicht mehr gut genug war. Sozusagen in letzter Sekunde kann Uwe eingreifen und Johanna retten, seinen Opel Kadett fährt er dabei fast zu Schrott.
Johanna wird erst einmal in eine Nervenklinik verbracht, wo bereits ihr Onkel einsitzt. Der ältere Herr ist ein wenig verrückt, dabei aber durchaus liebenswert. Überzeugt davon, ein Ritter aus dem 13. Jahrhundert zu sein, will er alles dafür tun, sich wieder mit Johannas verstorbener Mutter Anneliese zu vereinen. Er ist fest davon überzeugt, dass er das schaffen kann, wenn er das Zeitloch findet, das sich alle sieben Jahre am Großglockner öffnet.

## Produktionsnotizen
Großglocknerliebe wurde vom 2. Juli 2002 bis 9. August 2002 in Wasserburg, München und am Tegernsee gedreht und von der Robert Mayer Film & Videoproduktion, Sonne, Mond und Sterne Film- und Fernsehproduktion mbH & Co. KG sowie der Favorit Film in Co-Produktion mit dem Bayerischen Rundfunk (BR München) produziert.
Die Dreharbeiten wurden zum Teil von Willi Weitzel für die Folge Wie kommt die Action in den Film? seiner Reihe Willi wills wissen begleitet.
Der Film wurde am 16. Januar 2003 auf dem Filmfestival Max Ophüls Preis uraufgeführt.

## Kritik
Das Lexikon des internationalen Films bemängelte, dass die „wenigen originellen Einfälle […] in den klischeehaft gestalteten Figuren und der typisch deutschen, behäbigen Inszenierung unterzugehen [drohen].“
Die Redaktion von Cinema befand: „Eine freche, kleine Komödie über eine ungewöhnliche Liebe.“
Die Redaktion von Kino.de zeigte sich angetan. Dort hieß es: „Charmante, frische Komödie um eine ungewöhnliche Liebe unterm Großglockner. Auch wenn der Titel Schlimmes befürchten lässt – hinter ‚Großglocknerliebe‘ verbirgt sich kein Heimatfilm der Marke Alpenglüh’n, sondern vielmehr eine regional angesiedelte Liebesgeschichte, die mit komödiantischen und fantastischen Elementen daherkommt. Das Regiedebüt des niederbayerischen Filmemachers Joe Duebell, das im Wettbewerb um den diesjährigen Max-Ophüls-Preis vertreten war, könnte nicht zuletzt dank Cameos von bayerischen Szenegrößen wie Marianne Sägebrecht, Petra Perle und Lisa Fitz ähnlich wie ‚Die Scheinheiligen‘ vor allem im süddeutschen Raum punkten.“ Weiter hieß es, der Film erzähle zwar „nichts Neues“, tue dies aber „mit viel Liebe zu seinen Figuren, die [durch] Frank Giering, Jule Ronstedt und dem Bühnenveteran Jan-Gerd Buss ideal verkörpert“ würden.